# ساسکال
ساسکال (به لاتین: Saskal) یک منطقهٔ مسکونی در روسیه است که در استان آمور واقع شده‌است.